# Bomba de Orsini

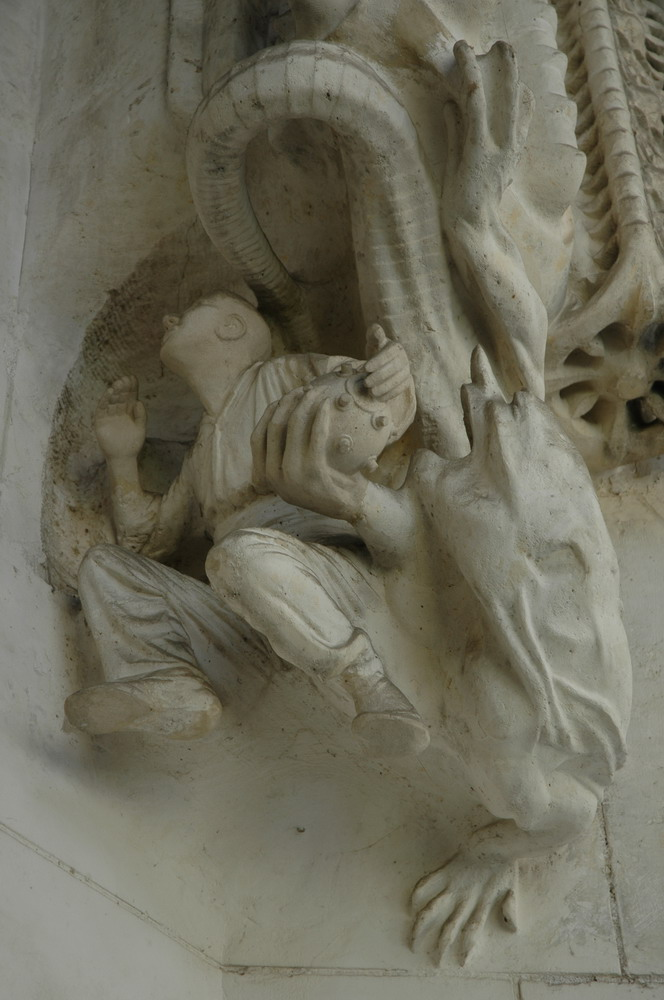
Escultura de autoria de Antoni Gaudí na fachada da Catedral da Sagrada Família em Barcelona, em que um operário aparece recebendo uma bomba de Orsini das mãos de um demônio.

Uma bomba de Orsini é um artefato explosivo esférico que se ativa através de um fusível ou um dispositivo de tempo, construídos com mercúrio fulminante, que explode ao impacto. A bomba foi inventada pelo nacionalista italiano Felice Orsini, que atirou uma em Napoleão III em 1858, sem no entanto conseguir eliminá-lo. Orsini testou a bomba em Putney, bem como em Sheffield e Devon. Em 1893, em retaliação à execução do anarquista Paulí Pallás que havia atirado uma bomba no general Arsenio Martínez Campos, o anarquista espanhol Santiago Salvador Franch atirou duas bombas de Orsini em uma multidão na casa de ópera do Liceu de Barcelona. Apenas uma das bombas foi detonada, matando 22 pessoas e ferindo outras 35. A bomba que não explodiu foi apreendida, e está em exposição no Museu de História de Barcelona (MUHBA).
Antoni Gaudí incluiu uma escultura de um demônio entregando uma bomba de Orsini à figura de um operário anarquista na fachada da Catedral da Sagrada Família de Barcelona.